# Tusseknattane
Tusseknattane är en kulle i Antarktis. Den ligger i Östantarktis. Norge gör anspråk på området. Toppen på Tusseknattane är 1 702 meter över havet.
Terrängen runt Tusseknattane är lite kuperad. Trakten är obefolkad. Det finns inga samhällen i närheten.